# Манделло-Вітта
Манделло-Вітта (італ. Mandello Vitta, п'єм. Mandel) — муніципалітет в Італії, у регіоні П'ємонт,  провінція Новара.
Манделло-Вітта розташоване на відстані близько 520 км на північний захід від Рима, 80 км на північний схід від Турина, 13 км на північний захід від Новари.
Населення — 235 осіб (2014).
Щорічний фестиваль відбувається 10 серпня. Покровитель — святий мученик Лаврентій.

## Демографія
Населення за роками:

Станом на 1 січня 2023 року в муніципалітеті офіційно проживало 13 іноземців з 2 країн, серед них 1 громадянин країн Євросоюзу та 12 громадян України.

## Сусідні муніципалітети
- Казаледжо-Новара
- Кастеллаццо-Новарезе
- Ландьона
- Сіллавенго
- Віколунго